# Mi chiamano Mimì
Mi chiamano Mimì è un film muto italiano del 1926 diretto da Washington Borg. Il film è una trasposizione cinematografica del romanzo Scènes de la vie de bohème di Murger fatta interpretare a bambini al di sotto dei dieci anni.